# 乔·刘易斯
若瑟·彼得·"祖"·李維士（英語：Joseph Peter "Joe" Lewis，1987年10月6日—）是一名英格蘭足球運動員，身高接近2米，司職守門員，現時效力蘇超俱樂部亞伯丁。

## 生平

### 球會
諾域治
李維士出生於英格蘭诺福克郡布鲁姆（Broome），自8歲被诺里奇城青年招聘主管哥連·屈斯（Colin Watts）發掘後即加入球隊接受訓練，2003年8月他同意以獎學金球員身份加盟諾域治，翌年夏季他在邦盖高校（Bungay High School）完成學業。在他年僅15歲另356日仍然在學時，已因保罗·克瑞斯顿（Paul Crichton）膝蓋受傷於2003年9月27日主場2-1擊敗水晶宮被徵召列席一隊後備席，往後6場仍然擔任後備直到11月克瑞斯顿痊癒才結束。
2004/05年球季李維士開始成為全職獎學金球員，但僅維持短時間後，於2004年10月簽署三年職業球員合約，同季即獲機會感染英超氣氛，於12月26日主場0-2負於熱刺擔任沒有上陣的替補球員。在2006/07年他的第二個職業球季，於諾域治最後4場賽事擔任後備。在球季結束後，時任領隊奈杰尔·沃辛顿（Nigel Worthington）考慮將李維士外借汲取上陣經驗，但由於將首席門將羅拔·格連出售到韋斯咸後，李維士成為卡諾路球場的二號門將，直到他在為預備隊上陣對奧連特時撞裂面頰骨後，諾域治才從打比郡借用李爾·甘普3個月應急。2006年11月15日李維士為貝利預備隊上陣對黑池以期爭取借用合約，但最終沒有成事。
2007年3月李維士獲外借加盟史托港直到球季結束，他才終於首嘗在聯賽登場滋味，期間上陣5場，有3場保持沒有失球。2007年5月獲諾域治續約三年。翌季於7月31日再獲外借到莫克姆半季爭取一隊上陣經驗，而他於8月30日更首次獲英格蘭U21徵召入伍，他在莫克姆合共上陣22場聯賽及聯賽盃賽事。
彼德堡
在莫克姆借用期滿後，英乙球會彼德堡出價40萬英鎊求購李維士獲得諾域治接納，他於2008年1月8日正式加盟彼德堡，球季結束後李維士隨隊升班上英甲，而球隊更背對背連續兩季獲得升班到英冠。

### 國家隊
李維士在2008年5月15日首次代表英格蘭U21上陣友賽威爾斯，於半場替補乔·哈特登場，力保清白之軀以2-0獲勝完場。
2007/08年球季結束後李維士計劃到墨西哥渡假，但他意外地獲成年國家隊徵召入伍，前赴千里達及托巴哥對主隊及美國兩場友誼賽，他兩仗均擔任沒有上陣的後補球員。2008年8月19日他在侯城主場KC球場首次正選為英格蘭U21正選上陣友賽斯洛文尼亞，上半場把守獨門關，雖然先失1球，其後由米卡·李察士及詹姆斯·米尔纳射入反超前，下半場交由托馬斯·希頓守門。11月18日李維士再次正選上陣，於主場友賽捷克，但僅比賽了31分鐘便因膝傷退下火線，由法蘭·費丁頂替。
2009年6月8日英格蘭U21主場7-0大勝阿塞拜疆，由於讓部分主力休息，這場賽事英格蘭採用兩名後備門將，乔·哈特擔任正選，到下半場李·卡特摩尔受傷，只餘兩名門將在後備席，結果李維士獲派上陣擔任前鋒。

## 私人生活
李維士賽前最喜歡進食「培根蛋麵」（Spaghetti Carbonara），除富有碳水化合物可提供比賽能量外，而且美味可口，平日則最喜歡吃烤羊（Lamb Roast）；他的門將偶像是彼得·舒梅切尔及羅拔·格連，而迪翁·達比連（Dion Dublin）對他的足球事業影響最深；他在GCSE取得數學A級成績；他穿著10號鞋。

## 榮譽

### 升班
彼德堡
- 2007/08年：英乙亞軍（升班英甲）；
- 2008/09年：英甲亞軍（升班英冠）；

## 外部連結
- 足球数据库：祖·李維士的球员统计数据
- 彼德堡官網簡歷